# Rim Drive
Rim Drive est une route américaine située dans le comté de Klamath, en Oregon. Entièrement protégée au sein du parc national de Crater Lake, cette route touristique construite dans le style rustique du National Park Service fait le tour du Crater Lake en desservant plusieurs points de vue et départs de sentier. Cinq sections de la voie sont des propriétés contributrices au district historique de Rim Drive depuis l'inscription de ce district historique au Registre national des lieux historiques le 30 janvier 2008.